# 亚历山德鲁·马克西姆
亚历山德鲁·尤里安·马克西姆（羅馬尼亞語：Alexandru Iulian Maxim，1990年7月8日—）是一位罗马尼亚足球运动员，在场上司职攻击中场。現效力於土超球隊加施舒亞。

## 俱乐部生涯
马克西姆是在7岁时于皮亚特拉尼亚姆茨奥林匹亚（Olimpia Piatra Neamț）开始其足球生涯，并在14岁时入读了克卢日阿德鲁（Ardealul Cluj）的足球学校。2007年，他转会至西班牙人青年队，并在2009年开始代表该俱乐部的二线队参加西班牙足球乙二级联赛。在球队于2010年降级后，他又加盟了联赛的竞争对手巴達隆拿足球會。然而，马克西姆在那里仅获得了很少的出场机会，因为球队此前在联赛中仅排名第二，错过了升入西班牙足球乙级联赛的机会。2011年夏天，马克西姆重返罗马尼亚，与羅馬尼亞足球甲級聯賽球队特爾古日烏彭杜歷签约。随后他逐渐成长为主力球员，并开始入选国家队。
2013年1月31日，马克西姆以150万欧元的身价转会至德国足球甲级联赛球队斯图加特。2013年2月14日，他出现在2012–13年歐洲聯賽八分之一决赛对阵KRC亨克的替补阵容，并完成了代表斯图加特参加的首场比赛。2013年2月23日，他又在对阵纽伦堡的比赛中完成了自己的德甲首秀。他为斯图加特射入的首个德甲入球则是在2013年3月30日，以1比2不敌多特蒙德的比赛中，将场上比分一度改写为1比1。
在2013/14赛季的德甲联赛，马克西姆共射入9球并有11次助攻，在联赛助攻榜中名列第4。

## 国家队生涯
马克西姆在2012年5月首次得到罗马尼亚国家足球队主教练维克托·皮图尔卡的征召，以备战稍后进行的两场国际友谊赛。其中在5月30日对阵瑞士的比赛中，马克西姆迎来了自己的国家队首秀：他于第82分钟替换加布里埃尔·托尔热登场。2012年9月11日，在对阵安道尔的2014年世界杯预选赛中，他又射入了自己的国家队首球，并因此成为了继格奥尔格·格罗萨夫之后，第二位在罗马尼亚革命后出生并取得入球的国家队球员。

### 国家队入球
罗马尼亚队的比分及入球列前。
| # | 日期           | 场地                           | 对手   | 入球 | 比分 | 赛事               |
| - | -------------- | ------------------------------ | ------ | ---- | ---- | ------------------ |
| 1 | 2012年9月11日  | 罗马尼亚布加勒斯特，国家竞技场 | 安道尔 | 4–0  | 4–0  | 2014年世界杯预选赛 |
| 2 | 2012年11月14日 | 罗马尼亚布加勒斯特，国家竞技场 | 比利时 | 1–1  | 2–1  | 友谊赛             |